# Арнальдо Ортеллі
Арнальдо Ортеллі (італ. Arnaldo Ortelli, 5 серпня 1910 — 1986) — швейцарський футболіст, що грав на позиції захисника за клуб «Лугано», а також національну збірну Швейцарії.
Дворазовий чемпіон Швейцарії. 

## Клубна кар'єра
У футболі дебютував 1931 року виступами за «Лугано», кольори якого і захищав протягом усієї своєї кар'єри гравця, що тривала тринадцять років. За цей час двічі виборював титул чемпіона Швейцарії.

## Виступи за збірну
1942 року дебютував в офіційних матчах у складі національної збірної Швейцарії, провівши у її формі 1 матч.
Був присутній в заявці збірної на чемпіонаті світу 1934 року в Італії, але на поле не виходив.
Помер 1986 року.

## Титули і досягнення
- Чемпіон Швейцарії (2):

«Лугано»: 1937-1938, 1940-1941
- Володар Кубка Швейцарії (1):

«Лугано»: 1930-1931